# Ebstorfska världskartan

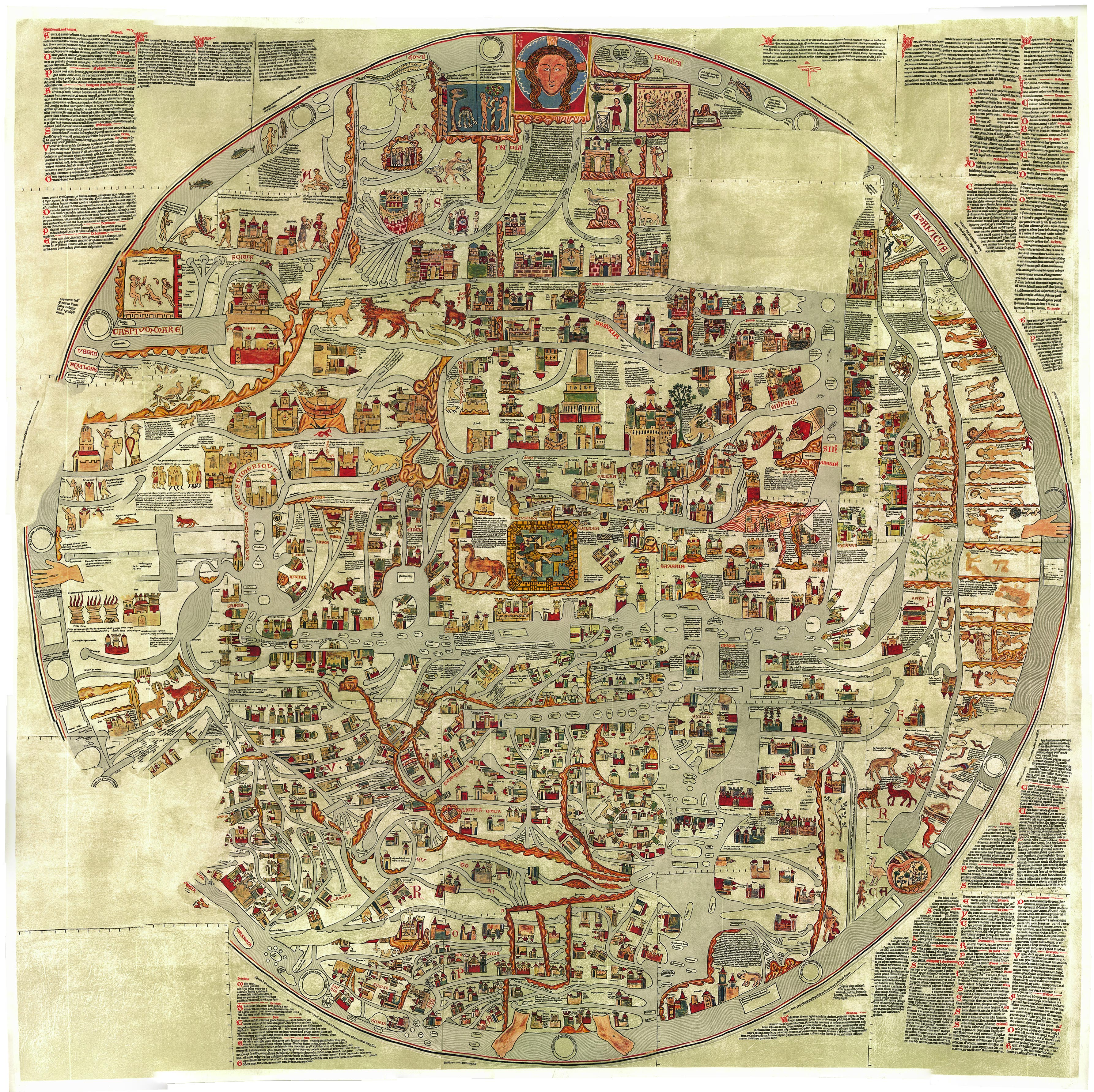
Foto av en reproduktion av den Ebstorfska världskartan.

Ebstorfska världskartan var den största och mest innehållsrika världskartan från medeltiden.
Kartan förvarades ursprungligen i klostret Ebstorf i Ebstorf, nordväst om Uelzen, Niedersachsen men flyttades till Museum des historischen Verens für Niedersachsen i Hannover. Kartan förstördes i ett bombangrepp 1943 men en kopia av kartan finns idag i klostret i Ebstorf.
Kartan gjordes omkring 1290 på 30 pergamentblad, hade en diameter av 3,56 meter och en yta av 12,74 kvadratmeter. Den framställde jorden som en cirkelrund yta med Jerusalem som medelpunkt. Liksom de medeltida världskartorna i allmänhet var den mycket summariskt tecknad och överlastad med beskrivande figurer.
Kartan reproducerades första gången i K. Millers Mappæ mundi (1896).